# 1849

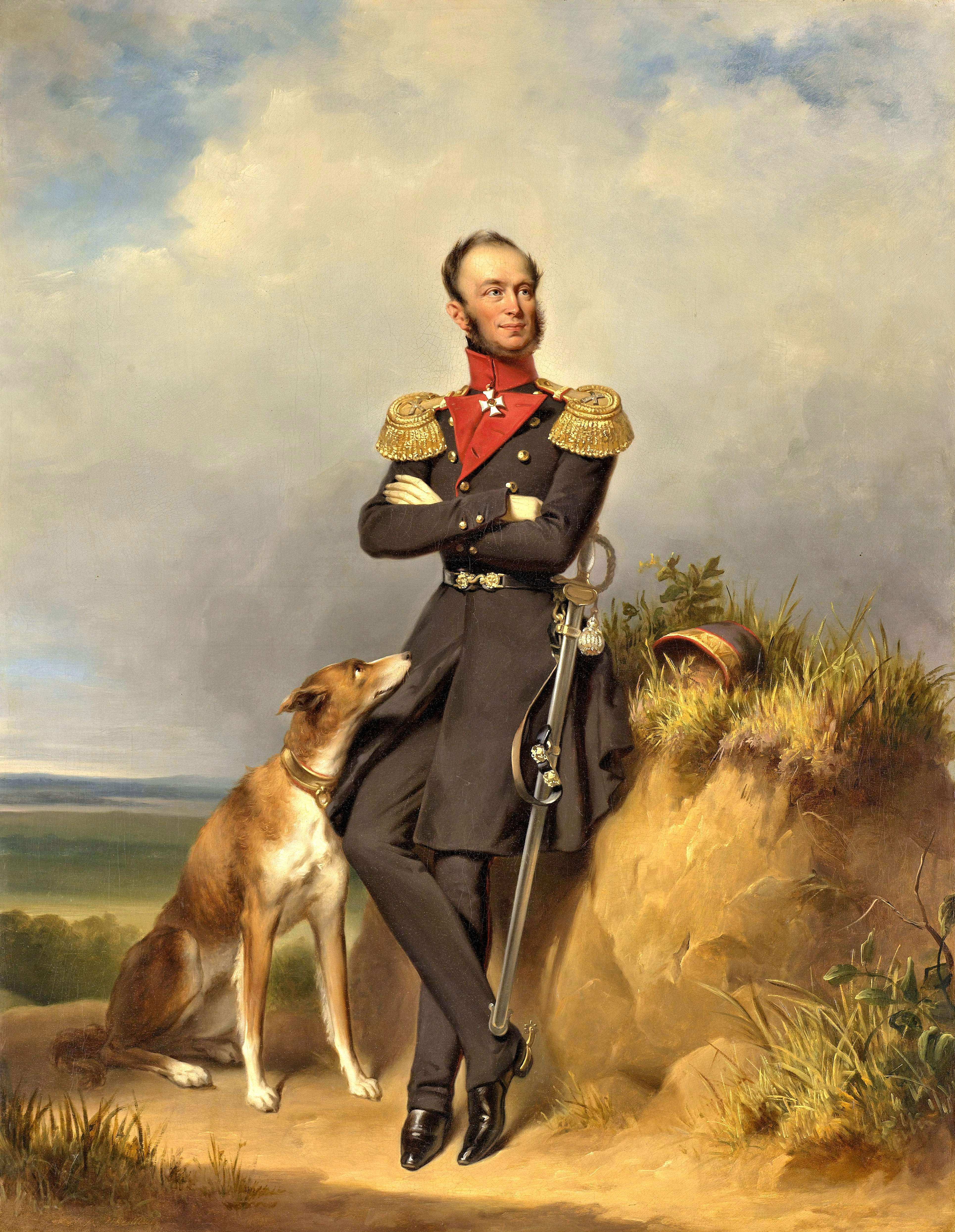
Willem II der Nederlanden

Het jaar 1849 is het 49e jaar in de 19e eeuw volgens de christelijke jaartelling.

## Gebeurtenissen
januari
- 11 - Elizabeth Blackwell behaalt als eerste vrouw in de Verenigde Staten van Amerika een universitaire graad in de geneeskunde.
- 31 - De Franse filosoof Pierre-Joseph Proudhon begint een ruilbank. Deze ruilbank zal renteloze leningen uitgeven, waarmee arbeiders zelf productiemiddelen kunnen kopen voor het oprichten van eigen bedrijven of coöperaties. Via de ruilbank kunnen de leden met elkaar producten kopen en verkopen via arbeidswaardebonnen. Proudhon hoopt een netwerk van zelfstandigen en coöperaties te creëren die het kapitalisme zal vervangen.

februari
- 2-11 - Oproer van de wevers in Gemert (N.Br.) De plaats wordt bijna twee maanden lang door het leger bezet.
- 9 - Na een revolutie in Rome wordt de pauselijke macht afgeschaft en de Romeinse Republiek uitgeroepen.
- - Onder druk van radicale nationalisten moet groothertog Leopold II van Toscane zijn land verlaten.
- februari - De stad Brescia komt in opstand tegen de Oostenrijkse heerschappij.
- februari - Visser Klaas Bording uit Durgerdam en twee zoons drijven twee weken op een ijsschots in de Zuiderzee. Alleen de jongste zoon overleeft het drama.

maart
- 4 - Keizer Frans Jozef van Oostenrijk bekrachtigt een liberale grondwet.
- 12 - Karel Albert van Sardinië zegt de wapenstilstand met Oostenrijk op.
- 17 - Koning Willem II der Nederlanden overlijdt plotseling te Tilburg. De prins van Oranje Willem III volgt zijn vader op.
- 23 - Het Sardijnse leger wordt door de Oostenrijkse aanvoerder Josef Radetzky in de slag bij Novara verpletterend verslagen.

april
- 3 - Een delegatie uit het Frankfurter parlement onder aanvoering van Eduard Simson biedt koning Frederik Willem IV van Pruisen de Duitse keizerskroon aan. De vorst weigert echter een kroon uit handen van een parlement te ontvangen.
- 7 - Begin van de Derde expeditie naar Bali.
- 13 - In Hongarije wordt de republiek uitgeroepen door Lajos Kossuth.

mei
- 5 - Grote brand van Grafhorst. Van de 60 huizen van het stadje branden er 57 af. 5 doden.[1]
- 12 - Inhuldiging van Willem III der Nederlanden in Amsterdam.
- 13 - Groothertog Leopold moet vluchten uit Baden, waar een voorlopige revolutionaire regering het heft in handen neemt.
- 15 -Met de overgave van Palermo komt een einde aan het revolutionaire Koninkrijk Sicilië en wordt het Koninkrijk der beide Siciliën hersteld.
- mei - Na de ontbinding van het revolutionairgezinde parlement is er in Dresden, net zoals in veel andere Europese steden, een opstand. De opstand wordt door militairen uit koninkrijk Pruisen en koninkrijk Saksen bloedig neergeslagen. Omdat ze achter de ideeën van de opstandelingen staan, moeten Gottfried Semper en Richard Wagner de stad ontvluchten.

juni
- 1 - Groot-Brittannië vestigt een strafkolonie in West-Australië.
- 5 - Denemarken krijgt een nieuwe grondwet, wordt een parlementaire democratie en voert godsdienstvrijheid in.
- 29 - Ene William Hamilton pleegt een mislukte aanslag op koningin Victoria uit frustratie over de geringe Britse hulp bij de Ierse hongersnood.
- juni - In Zaandam begint een grote cholera-epidemie, die uiteindelijk in Nederland 23.267 doden zal eisen.

juli
- 1 - De eerste Belgische postzegel verschijnt. Ze draagt de beeldenaar van koning Leopold I der Belgen en wordt de Epauletten genoemd. De zegels dienen voor binnenlands postaal verkeer. De 10 cent is bedoeld voor brieven tot 10 gram met een bestemming binnen een straal van 30 kilometer. De 20 cent dient voor binnenlandse bestemmingen op grotere afstand.
- 12 - De Oostenrijkers voeren de eerste luchtaanval uit de geschiedenis uit op Venetië met een zwerm luchtballonnen waaraan kleine bommetjes hangen. Maar omdat deze één voor één 'als zeepbellen' tot ontploffing in de lagune komen en geen doel raken, wordt het een groot fiasco, tot euforie van de Venetianen.[2]
- 23 - Troepen van de groothertog van Baden hernemen Karlsruhe. De leiders van de revolutie worden geëxecuteerd.

september
- 19 - Het schip Neptune met aan boord een groot aantal Ierse arrestanten, arriveert in Simonsbaai, waar de gevangenen op last van de gouverneur van de Engelse Kaapkolonie niet aan land mogen komen. Het plan van de Engelse regering om in de Kaap een strafkolonie te stichten gaat niet door.
- 19 - Op scheepswerf De Schelde te Vlissingen vindt een zware explosie plaats. Zeven doden en elf zwaargewonden.[3]
- 29 - De Staunton schaakstukken liggen in de Londense winkels.

oktober
- 6 - Executie in Hongarije van de eerste minister Lajos Batthyány alsmede van de dertien martelaren van Arad.
- 28 - Grote ontploffing te 's-Hertogenbosch. Op het ogenblik dat de stoomboot Jan van Arkel II afvaart explodeert de stoomketel. Er vallen 22 doden en de schade is enorm.[4]

november
- 1 - Het kabinet De Kempenaer - Donker Curtius, dat is afgetreden na gebrek aan overeenstemming met de meerderheid van de Tweede Kamer, wordt opgevolgd door Johan Rudolph Thorbecke en zijn eerste kabinet.
- 1 - De Schwarzer Einser is de eerste postzegel van Beieren en daarmee van geheel Duitsland.
- 16 - Het Noorse schip Erik Börresen vergaat bij Texel, 10 opvarenden verdrinken. Een maand later (19 december) vergaat bij het eiland het Russische fregatschip Agnes, waarbij ruim 40 mensen omkomen.

december
- 7 - Vorst Constantijn van Hohenzollern-Hechingen en vorst Karel Anton van Hohenzollern-Sigmaringen doen afstand van de troon en dragen hun landen over aan het koninkrijk Pruisen. Het aantal leden van de Duitse Bond vermindert daardoor tot 35.

zonder datum
- De Britse archeoloog Layard beschrijft zijn ontdekking van Kalhu in Assyrië. Hoewel dit in werkelijkheid het Bijbelse Calah is, zegt hij de stad Ninive gevonden te hebben. Zijn aankondiging veroorzaakt grote opschudding en een aanzienlijke groei in de belangstelling voor opgravingen in Irak.
- Dominee Heldring richt het Asyl Steenbeek op, een opvanghuis voor "gevallen boetvaardige vrouwen".

## Muziek
- Franz Liszt componeert zijn pianoconcert in Es nr. 1
- Giuseppe Verdi schrijft de opera Luisa Miller.
- Eerste uitvoeringen van de ouverture "Die lustigen Weiber von Windsor", in de maanden voor het overlijden van de componist Otto Nicolai.

## Beeldende kunst

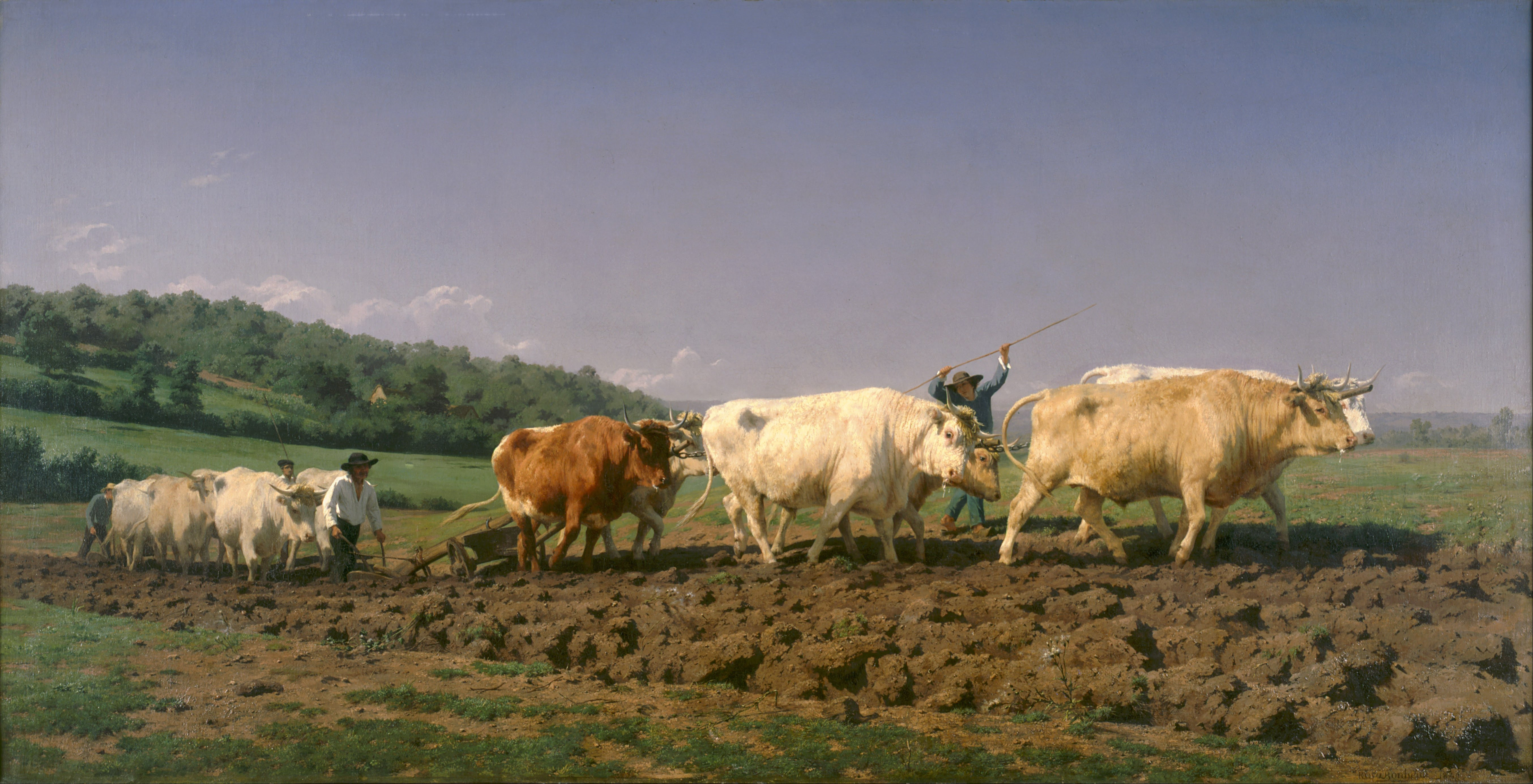
Ploegen in de Nivernais (1849) Rosa Bonheur, Musée d'Orsay
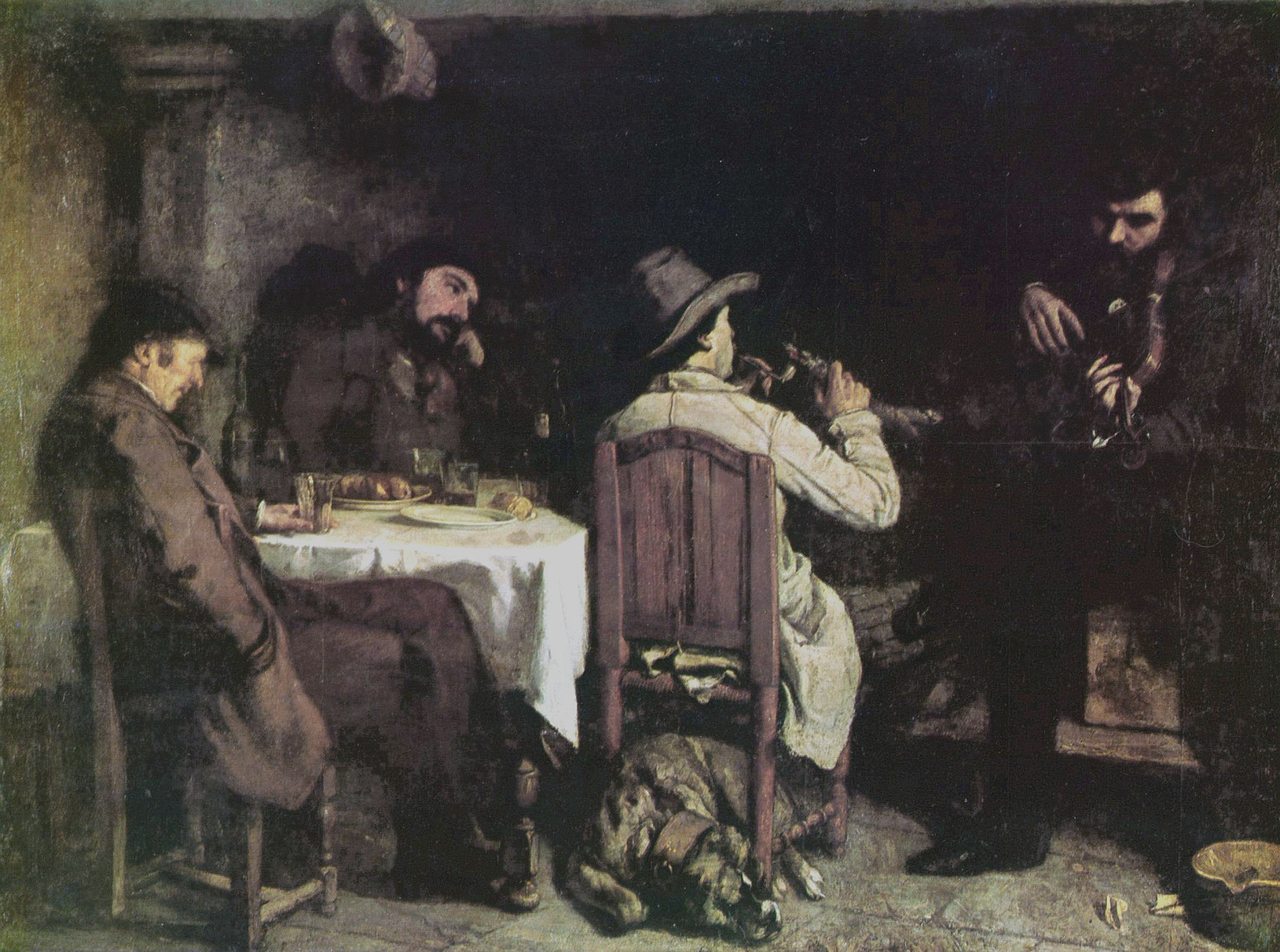
Namiddag in Ornans (1849) Gustave Courbet

## Bouwkunst

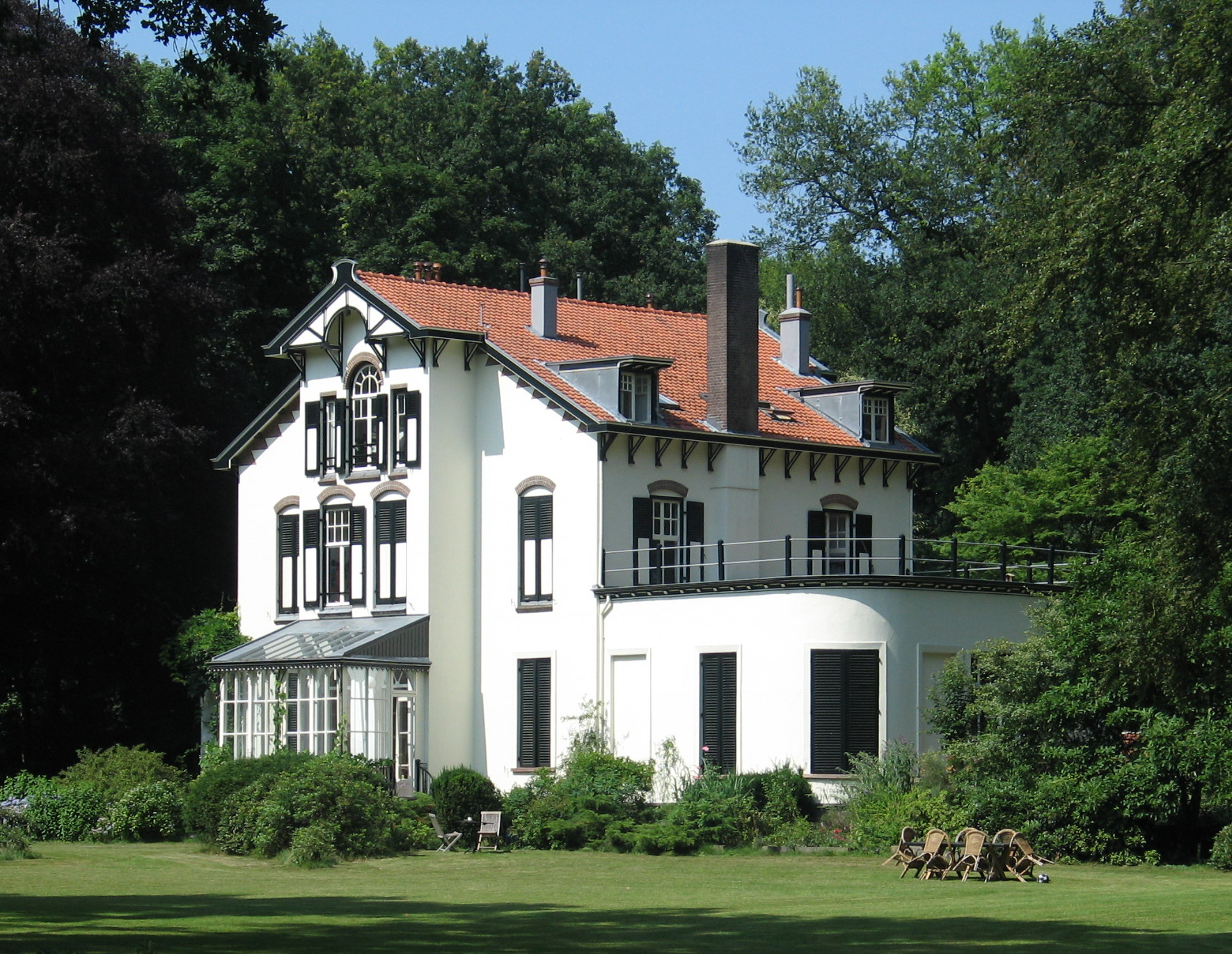
Huis Noordereng, Ede (1849)

## Geboren
januari
- 8 - Otto Kahler, Oostenrijks arts, beschreef multipel myeloom (ziekte van Kahler) (overleden 1893)
- 20 - Marie van Saksen-Weimar-Eisenach, Duits vorstin (overleden 1922)
- 22 - August Strindberg, Zweeds schrijver (overleden 1912)

februari
- 19 - Giovanni Passannante, Italiaans anarchist (overleden 1910)

maart
- 17 - Charles F. Brush, Amerikaans uitvinder en elektrotechnicus (overleden 1929)
- 24 - Franz-Serafin Exner, Oostenrijks natuurkundige (overleden 1926)

april
- 19 - Leona Florentino, Filipijns dichteres (overleden 1884)

juni
- 10 - Hildebrand de Hemptinne, Belgisch priester (overleden 1913)
- 11 - Jan Evert Scholten, Nederlands industrieel (overleden 1918)

juli
- 27 - John Hopkinson, Brits natuurkundige en elektrotechnicus (overleden 1898)

augustus
- 2 - Maria Pia van Bourbon-Sicilië (overleden 1882)
- 16 - Willem Kapteyn, Nederlands wiskundige (overleden 1927)
- 16 - Johan Kjeldahl, Deens scheikundige (overleden 1900)
- 18 - Benjamin Godard, Frans componist (overleden 1895)

september
- 14 - Ivan Pavlov, Russisch psycholoog (overleden 1936)
- 22 - Alexander Forrest, ontdekkingsreiziger, landmeter en parlementslid in West-Australië (overleden 1901)

oktober
- 30 - Johannes Willem van Reinhartshausen, kleinzoon van koning Willem I (overleden 1861)

november
- 5 - Edward Robert Hughes, Engels kunstschilder (overleden 1914)
- 29 - John Ambrose Fleming, Engels elektrotechnicus en natuurkundige (overleden 1945)

december
- 6 - August von Mackensen, Duits veldmaarschalk (overleden 1945)

## Overleden
januari
- 6 - Hartley Coleridge (52), Engels dichter
- 21 - Arnold Jan Bernard van Suchtelen van de Haere (78), Nederlands regent, burgemeester van Deventer en Tweede Kamerlid namens Overijssel

februari
- 8 - France Prešeren (48), Sloveens dichter
- 15 - Pierre-François Verhulst (44), Belgisch wiskundige

maart
- 14 - Willem II (56), koning der Nederlanden
- 16 - Laurentius Passchijn (83), Belgisch politicus

april
- 28 - Petrus Marius Molijn (29), Nederlands kunstschilder, etser en lithograaf

mei
- 2 - David Hendrik Chassé (84), Nederlands legeraanvoerder
- 4 - Horace Twiss (62), Brits schrijver en politicus
- 7 - Gutle Rothschild, matriarch van het huis Rothschild
- 10 - Katsushika Hokusai (88), Japans ukiyo-e-kunstenaar
- 11 - Otto Nicolai (48), Duits componist
- 22 - Maria Edgeworth (82), Brits schrijfster

juni
- 15 - James Knox Polk (53), elfde president van de Verenigde Staten
- 17 - Bernard Fiocco (84), Vlaams politicus

juli
- 12 - Dolley Madison (81), first lady (echtgenote van Amerikaans president James Madison)
- 31 - Sándor Petőfi (26), Hongaars dichter

oktober
- 7 - Edgar Allan Poe (40), Amerikaans schrijver en dichter
- 13 - Berend Slingenberg (80), eerste burgemeester van Coevorden
- 17 - Fryderyk Chopin (39), Pools componist en pianist

december
- 12 - Marc Isambard Brunel (80), Frans-Brits ingenieur

## Weerextremen in België
- 5 juni: hoogste etmaalgemiddelde temperatuur ooit op deze dag: 23,2 °C.
- 5 augustus: laagste minimumtemperatuur ooit op deze dag: 7,2 °C.
- 20 augustus: laagste minimumtemperatuur ooit op deze dag: 6,8 °C.